# Liste der österreichischen Landeshauptleute
Die Liste der österreichischen Landeshauptleute zeigt alle Landeshauptleute der Bundesländer der Republik Österreich.
(Die Listen der Landeshauptleute der historischen Länder der österreichischen Monarchie.)

Couleur der amtierenden Landeshauptleute

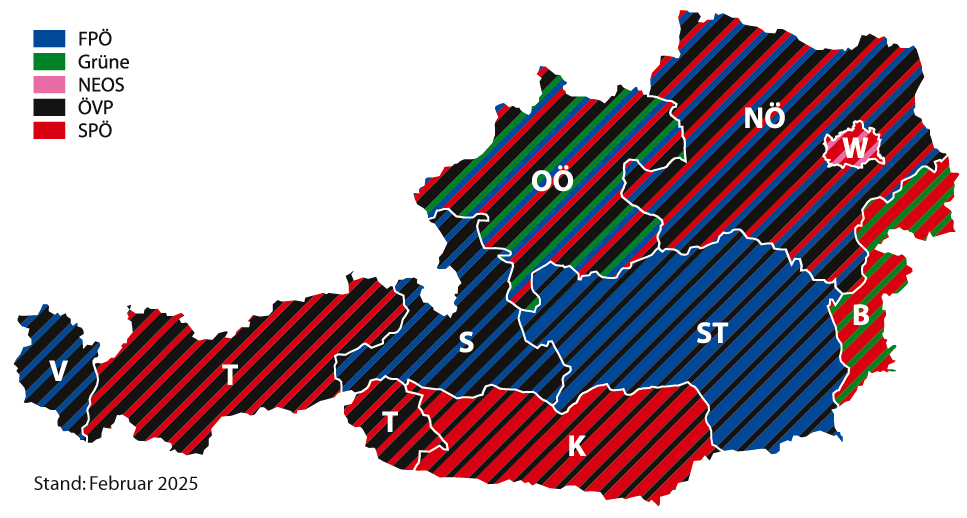
Regierende Parteien

## Amtierende Landeshauptleute und deren Stellvertreter
| Bundesland       | Landeshaupt- mann/-frau (5) | Partei | (1.) (3) Landeshauptmann/frau- Stellvertreter | Partei | (2.) (3) Landeshauptmann/frau- Stellvertreter | Partei |
| ---------------- | --------------------------- | ------ | --------------------------------------------- | ------ | --------------------------------------------- | ------ |
| Burgenland       | Hans Peter Doskozil         | SPÖ    | Anja Haider-Wallner                           | Grüne  | – (2)                                         | –      |
| Kärnten          | Peter Kaiser                | SPÖ    | Gabriele Schaunig-Kandut                      | SPÖ    | Martin Gruber                                 | ÖVP    |
| Niederösterreich | Johanna Mikl-Leitner        | ÖVP    | Stephan Pernkopf (3)                          | ÖVP    | Udo Landbauer (3)                             | FPÖ    |
| Oberösterreich   | Thomas Stelzer              | ÖVP    | Christine Haberlander (3)                     | ÖVP    | Manfred Haimbuchner (3)                       | FPÖ    |
| Salzburg         | Karoline Edtstadler         | ÖVP    | Marlene Svazek                                | FPÖ    | Stefan Schnöll                                | ÖVP    |
| Steiermark       | Mario Kunasek               | FPÖ    | Manuela Khom                                  | ÖVP    | – (2)                                         | –      |
| Tirol            | Anton Mattle                | ÖVP    | Philip Wohlgemuth                             | SPÖ    | Josef Geisler                                 | ÖVP    |
| Vorarlberg       | Markus Wallner              | ÖVP    | Christof Bitschi (1)                          | FPÖ    | – (2)                                         | –      |
| Wien             | Michael Ludwig (4)          | SPÖ    | Kathrin Gaál (3)                              | SPÖ    | Bettina Emmerling (3)                         | NEOS   |

Stand: Juli 2025
(1) In Vorarlberg: Landesstatthalter
(2) Nur ein Stellvertreter im Burgenland, in der Steiermark und in Vorarlberg
(3) In Niederösterreich, Oberösterreich und Wien keine nominelle Reihung der Stellvertreter
(4) In Wien auch amtierender Bürgermeister
(5) Zur Benennung siehe Landeshauptmann oder Landeshauptfrau?

## Listen der Landeshauptleute
Im Ständestaat (1934–1938) wurden Landeshauptleute undemokratisch bestellt.
Die in der Zeit des Nationalsozialismus – in der Österreich formal abgeschafft worden war – vom Führer und Reichskanzler ernannten Reichsstatthalter der Donau- und Alpenreichsgaue, meist mit ihrem NSDAP-Rang als Gauleiter bezeichnet, wurden aus Gründen der Zeitgeschichtsforschung chronologisch integriert: Die entsprechenden Felder sind grau unterlegt.

### Burgenland
Das Land Burgenland wurde 1921/22 neu errichtet. Es wurde von der NS-Diktatur am 15. Oktober 1938 auf die Reichsgaue Niederdonau und Steiermark aufgeteilt (Tobias Portschy wurde Stv. Gauleiter der Steiermark) und mit Wirkung vom 1. Oktober 1945 wieder errichtet.
| Landeshauptmann     | Partei | Amtsantritt       | Regierungsende    |
| ------------------- | ------ | ----------------- | ----------------- |
| Robert Davy         |        | 10. März 1921     | 5. März 1922      |
| Alfred Rausnitz     |        | 5. März 1922      | 14. Juli 1923     |
| Alfred Walheim      | GDVP   | 14. Juli 1923     | 4. Jänner 1924    |
| Josef Rauhofer      | CS     | 4. Jänner 1924    | 10. Jänner 1928   |
| Anton Schreiner     | CS     | 10. Jänner 1928   | 24. Juli 1929     |
| Johann Thullner     | CS     | 24. Juli 1929     | 10. Dezember 1930 |
| Anton Schreiner     | CS     | 10. Dezember 1930 | 25. November 1931 |
| Alfred Walheim      | LB     | 25. November 1931 | 22. Februar 1934  |
| Hans Sylvester      | VF     | 22. Februar 1934  | 11. März 1938     |
| Tobias Portschy     | NSDAP  | 11. März 1938     | 15. Oktober 1938  |
| —                   |        |                   |                   |
| Ludwig Leser        | SPÖ    | 1. Oktober 1945   | 4. Jänner 1946    |
| Lorenz Karall       | ÖVP    | 4. Jänner 1946    | 22. Juni 1956     |
| Johann Wagner       | ÖVP    | 22. Juni 1956     | 8. August 1961    |
| Josef Lentsch       | ÖVP    | 8. August 1961    | 12. Juni 1964     |
| Hans Bögl           | SPÖ    | 12. Juni 1964     | 28. Juni 1966     |
| Theodor Kery        | SPÖ    | 28. Juni 1966     | 30. Oktober 1987  |
| Johann Sipötz       | SPÖ    | 30. Oktober 1987  | 18. Juli 1991     |
| Karl Stix           | SPÖ    | 18. Juli 1991     | 27. Dezember 2000 |
| Hans Niessl         | SPÖ    | 28. Dezember 2000 | 28. Februar 2019  |
| Hans Peter Doskozil | SPÖ    | 28. Februar 2019  | amtierend         |

### Kärnten
Dem Reichsgau Kärnten war 1939–1945 Osttirol angeschlossen.
| Landeshauptmann        | Partei          | Amtsantritt        | Regierungsende     |
| ---------------------- | --------------- | ------------------ | ------------------ |
| Arthur Lemisch         |                 | 11. November 1918  | 22. Juli 1921      |
| Florian Gröger         | SDAPDÖ          | 22. Juli 1921      | 6. November 1923   |
| Vinzenz Schumy         | LB              | 6. November 1923   | 15. Juni 1927      |
| Arthur Lemisch         | parteilos       | 15. Juni 1927      | 21. Jänner 1931    |
| Ferdinand Kernmaier    | LB              | 22. Jänner 1931    | 16. Februar 1934   |
| Silvester Leer         | CS              | 16. Februar 1934   | 7. März 1934       |
| Ludwig Hülgerth        | Heimatschutz,VF | 7. März 1934       | 3. November 1936   |
| Arnold Sucher          | VF              | 3. November 1936   | 11. März 1938      |
| Wladimir von Pawlowski | NSDAP           | 11. März 1938      | 1. Juni 1938       |
| Hubert Klausner        | NSDAP           | 1. Juni 1938       | 12. Februar 1939   |
| Wladimir von Pawlowski | NSDAP           | 12. Februar 1939   | 1. Dezember 1941   |
| Friedrich Rainer       | NSDAP           | 1. Dezember 1941   | 7. Mai 1945        |
| Hans Piesch            | SPÖ             | 8. Mai 1945        | 25. April 1947     |
| Ferdinand Wedenig      | SPÖ             | 25. April 1947     | 12. April 1965     |
| Hans Sima              | SPÖ             | 12. April 1965     | 12. April 1974     |
| Leopold Wagner         | SPÖ             | 19. April 1974     | 27. September 1988 |
| Peter Ambrozy          | SPÖ             | 27. September 1988 | 21. April 1989     |
| Jörg Haider            | FPÖ             | 21. April 1989     | 21. Juni 1991      |
| Christof Zernatto      | ÖVP             | 21. Juni 1991      | 8. April 1999      |
| Jörg Haider            | FPÖ/BZÖ         | 8. April 1999      | 11. Oktober 2008   |
| Gerhard Dörfler        | BZÖ/FPK         | 23. Oktober 2008   | 28. März 2013      |
| Peter Kaiser           | SPÖ             | 28. März 2013      | amtierend          |

### Niederösterreich
Dem Land Niederösterreich gehörte bis 10. November 1920 die Stadt Wien an, die an diesem Tag mit dem Inkrafttreten des Bundes-Verfassungsgesetzes zum eigenständigen Bundesland wurde.
Am 15. Oktober 1938 richtete die NS-Diktatur Groß-Wien ein, wozu 97 niederösterreichische Gemeinden an Wien angeschlossen wurden. Diese diktatorische Grenzverschiebung konnte, da die sowjetische Besatzungsmacht 1946 Einspruch erhob, erst 1954 großteils rückgängig gemacht werden: 80 Gemeinden kehrten zu Niederösterreich zurück, 17 blieben bei Wien.
In der NS-Diktatur waren das nördliche Burgenland und das deutsch besiedelte Südmähren an den Reichsgau Niederdonau angeschlossen.
| Landeshauptmann/-frau  | Partei | Amtsantritt       | Regierungsende    |
| ---------------------- | ------ | ----------------- | ----------------- |
| Leopold Steiner        | CS     | 5. November 1918  | 20. Mai 1919      |
| Albert Sever           | SDAPDÖ | 20. Mai 1919      | 10. November 1920 |
| Johann Mayer           | CS     | 10. November 1920 | 9. Juni 1922      |
| Karl Buresch           | CS     | 9. Juni 1922      | 31. Juli 1931     |
| Josef Reither          | CS     | 31. Juli 1931     | 19. Mai 1932      |
| Karl Buresch           | CS     | 19. Mai 1932      | 18. Mai 1933      |
| Josef Reither          | CS, VF | 18. Mai 1933      | 30. Juli 1934     |
| Eduard Baar-Baarenfels | VF     | 30. Juli 1934     | 17. Oktober 1935  |
| Josef Reither          | VF     | 17. Oktober 1935  | 12. März 1938     |
| Roman Jäger            | NSDAP  | 12. März 1938     | 24. Mai 1938      |
| Hugo Jury              | NSDAP  | 24. Mai 1938      | 8. Mai 1945       |
| Leopold Figl           | ÖVP    | 25. Mai 1945      | 15. Oktober 1945  |
| Josef Reither          | ÖVP    | 15. Oktober 1945  | 4. Mai 1949       |
| Johann Steinböck       | ÖVP    | 4. Mai 1949       | 14. Jänner 1962   |
| Leopold Figl           | ÖVP    | 14. Jänner 1962   | 9. Mai 1965       |
| Eduard Hartmann        | ÖVP    | 16. Juni 1965     | 14. Oktober 1966  |
| Andreas Maurer         | ÖVP    | 24. November 1966 | 22. Jänner 1981   |
| Siegfried Ludwig       | ÖVP    | 22. Jänner 1981   | 20. Oktober 1992  |
| Erwin Pröll            | ÖVP    | 20. Oktober 1992  | 19. April 2017    |
| Johanna Mikl-Leitner   | ÖVP    | 19. April 2017    | amtierend         |

### Oberösterreich
In der NS-Diktatur waren das steirische Salzkammergut und das deutsch besiedelte Südböhmen an den Reichsgau Oberdonau angeschlossen.
| Landeshauptmann   | Partei    | Amtsantritt       | Regierungsende   |
| ----------------- | --------- | ----------------- | ---------------- |
| Johann Hauser     | CS        | 18. November 1918 | 8. Februar 1927  |
| Josef Schlegel    | CS        | 23. Februar 1927  | 17. Februar 1934 |
| Heinrich Gleißner | VF        | 1. März 1934      | 12. März 1938    |
| August Eigruber   | NSDAP     | 14. März 1938     | 5. Mai 1945      |
| Adolf Eigl        | parteilos | 16. Mai 1945      | 25. Oktober 1945 |
| Heinrich Gleißner | ÖVP       | 26. Oktober 1945  | 2. Mai 1971      |
| Erwin Wenzl       | ÖVP       | 3. Mai 1971       | 19. Oktober 1977 |
| Josef Ratzenböck  | ÖVP       | 19. Oktober 1977  | 2. März 1995     |
| Josef Pühringer   | ÖVP       | 2. März 1995      | 6. April 2017    |
| Thomas Stelzer    | ÖVP       | 6. April 2017     | amtierend        |

### Salzburg
| Landeshauptmann/-frau    | Partei | Amtsantritt       | Regierungsende    |
| ------------------------ | ------ | ----------------- | ----------------- |
| Alois Winkler            | CS     | 21. Juli 1909     | 23. April 1919    |
| Oskar Meyer              | CS     | 23. April 1919    | 4. Mai 1922       |
| Franz Rehrl              | CS/VF  | 4. Mai 1922       | 12. März 1938     |
| Anton Wintersteiger      | NSDAP  | 13. März 1938     | 22. Mai 1938      |
| Friedrich Rainer         | NSDAP  | 22. Mai 1938      | 29. November 1941 |
| Gustav Adolf Scheel      | NSDAP  | 29. November 1941 | 4. Mai 1945       |
| Adolf Schemel            | ÖVP    | 23. Mai 1945      | 12. Dezember 1945 |
| Albert Hochleitner       | ÖVP    | 12. Dezember 1945 | 4. Dezember 1947  |
| Josef Rehrl              | ÖVP    | 4. Dezember 1947  | 1. Dezember 1949  |
| Josef Klaus              | ÖVP    | 1. Dezember 1949  | 17. April 1961    |
| Hans Lechner             | ÖVP    | 17. April 1961    | 20. April 1977    |
| Wilfried Haslauer sen.   | ÖVP    | 20. April 1977    | 2. Mai 1989       |
| Hans Katschthaler        | ÖVP    | 2. Mai 1989       | 24. April 1996    |
| Franz Schausberger       | ÖVP    | 24. April 1996    | 28. April 2004    |
| Gabi Burgstaller         | SPÖ    | 28. April 2004    | 19. Juni 2013     |
| Wilfried Haslauer junior | ÖVP    | 19. Juni 2013     | 2. Juli 2025      |
| Karoline Edtstadler      | ÖVP    | 2. Juli 2025      | amtierend         |

### Steiermark
In der NS-Diktatur war das südliche Burgenland an den Reichsgau Steiermark angeschlossen, das steirische Salzkammergut Teil des Reichsgaues Oberdonau.
| Landeshauptmann        | Partei | Amtsantritt       | Regierungsende    |
| ---------------------- | ------ | ----------------- | ----------------- |
| Wilhelm Kaan           | GDVP   | 6. November 1918  | 27. Mai 1919      |
| Anton Rintelen         | CS     | 27. Mai 1919      | 25. Juni 1926     |
| Franz Prisching        | CS     | 25. Juni 1926     | 22. Oktober 1926  |
| Alfred Gürtler         | CS     | 22. Oktober 1926  | 21. Mai 1927      |
| Hans Paul              | CS     | 21. Mai 1927      | 23. April 1928    |
| Anton Rintelen         | CS     | 23. April 1928    | 10. November 1933 |
| Alois Dienstleder      | CS     | 13. November 1933 | 2. November 1934  |
| Karl Maria Stepan      | VF     | 2. November 1934  | 2. März 1938      |
| Rolph Trummer          | VF     | 3. März 1938      | 12. März 1938     |
| Sepp Helfrich          | NSDAP  | 12. März 1938     | 22. Mai 1938      |
| Siegfried Uiberreither | NSDAP  | 22. Mai 1938      | 8. Mai 1945       |
| Reinhard Machold       | SPÖ    | 8. Mai 1945       | 28. Dezember 1945 |
| Anton Pirchegger       | ÖVP    | 28. Dezember 1945 | 6. Juli 1948      |
| Josef Krainer senior   | ÖVP    | 6. Juli 1948      | 28. November 1971 |
| Friedrich Niederl      | ÖVP    | 28. November 1971 | 4. Juli 1980      |
| Josef Krainer junior   | ÖVP    | 4. Juli 1980      | 23. Jänner 1996   |
| Waltraud Klasnic       | ÖVP    | 23. Jänner 1996   | 25. Oktober 2005  |
| Franz Voves            | SPÖ    | 25. Oktober 2005  | 16. Juni 2015     |
| Hermann Schützenhöfer  | ÖVP    | 16. Juni 2015     | 4. Juli 2022      |
| Christopher Drexler    | ÖVP    | 4. Juli 2022      | 18. Dezember 2024 |
| Mario Kunasek          | FPÖ    | 18. Dezember 2024 | amtierend         |

Anton Pirchegger erlitt am 17. Oktober 1947 einen Herzinfarkt und übergab seine Agenden einstweilen, bis zum Ende des Jahres 1947, an Landeshauptmannstellvertreter Reinhard Machold. Anfang Jänner 1948 nahm Landeshauptmann Anton Pirchegger seine Amtstätigkeit wieder auf. Waltraud Klasnic, die erste Frau im Amt, verwendete die Bezeichnung „Landeshauptmann“ anstelle der späteren Bezeichnung „Landeshauptfrau“.

### Tirol
Mit 3. November 1918 schieden Südtirol und das Trentino, von Italien besetzt, de facto aus dem Land Tirol aus, im September 1919 durch den Vertrag von Saint-Germain bestätigt. In der NS-Diktatur war Osttirol Teil des Reichsgaues Kärnten, Vorarlberg mit Tirol ein Reichsgau.
| Landeshauptmann                        | Partei | Amtsantritt        | Regierungsende     |
| -------------------------------------- | ------ | ------------------ | ------------------ |
| Hieronymus von Klebelsberg zu Thumburg | —      | 1861               | 1862               |
| Johann Kiechl                          | —      | 1862               | 1866               |
| Johann Haßlwanter                      | —      | 1867               | 1869               |
| Eduard von Grebmer zu Wolfsthurn       | —      | 1869               | 1871               |
| Franz von Rapp                         | —      | 1871               | 1876               |
| Wilhelm von Bossi-Fedrigotti           | —      | 1877               | 1881               |
| Franz Freiherr von Rapp-Heidenburg     | —      | 1881               | 1889               |
| Anton von Brandis                      | —      | 30. September 1889 | 25. April 1904     |
| Theodor Freiherr von Kathrein          | —      | 1904               | 2. Oktober 1916    |
| Josef Schraffl                         | CS     | 30. Oktober 1918   | 6. Juni 1921       |
| Franz Stumpf                           | CS,VF  | 7. Juni 1921       | 28. Februar 1935   |
| Josef Schumacher                       | VF     | 21. März 1935      | 12. März 1938      |
| Edmund Christoph                       | NSDAP  | 13. März 1938      | 24. Mai 1938       |
| Franz Hofer                            | NSDAP  | 24. Mai 1938       | 3. Mai 1945        |
| Karl Gruber                            | ÖVP    | 4. Mai 1945        | 20. Oktober 1945   |
| Alfons Weißgatterer                    | ÖVP    | 20. Oktober 1945   | 31. Jänner 1951    |
| Alois Grauß                            | ÖVP    | 27. Februar 1951   | 12. November 1957  |
| Hans Tschiggfrey                       | ÖVP    | 12. November 1957  | 30. Juni 1963      |
| Eduard Wallnöfer                       | ÖVP    | 30. Juni 1963      | 2. März 1987       |
| Alois Partl                            | ÖVP    | 5. März 1987       | 24. September 1993 |
| Wendelin Weingartner                   | ÖVP    | 24. September 1993 | 26. Oktober 2002   |
| Herwig van Staa                        | ÖVP    | 26. Oktober 2002   | 1. Juli 2008       |
| Günther Platter                        | ÖVP    | 1. Juli 2008       | 25. Oktober 2022   |
| Anton Mattle                           | ÖVP    | 25. Oktober 2022   | amtierend          |

### Vorarlberg
In der NS-Diktatur war Vorarlberg mit Tirol ein Reichsgau.
| Landeshauptmann      | Partei                | Amtsantritt        | Regierungsende   |
| -------------------- | --------------------- | ------------------ | ---------------- |
| Adolf Rhomberg       | Kath. Konserv. Partei | 21. September 1890 | 3. November 1918 |
| Otto Ender           | CS                    | 3. November 1918   | 9. Dezember 1930 |
| Ferdinand Redler     | CS                    | 9. Dezember 1930   | 14. Juli 1931    |
| Otto Ender           | CS                    | 14. Juli 1931      | 24. Juli 1934    |
| Ernst Winsauer       | VF                    | 24. Juli 1934      | 13. März 1938    |
| Anton Plankensteiner | NSDAP                 | 13. März 1938      | 1. Februar 1940  |
| —                    |                       |                    |                  |
| Ulrich Ilg           | ÖVP                   | 24. Mai 1945       | 28. Oktober 1964 |
| Herbert Keßler       | ÖVP                   | 29. Oktober 1964   | 9. Juli 1987     |
| Martin Purtscher     | ÖVP                   | 9. Juli 1987       | 2. April 1997    |
| Herbert Sausgruber   | ÖVP                   | 2. April 1997      | 7. Dezember 2011 |
| Markus Wallner       | ÖVP                   | 7. Dezember 2011   | amtierend        |

### Wien
Die Funktion des Landeshauptmanns bestand in Wien vom 10. November 1920 (dem Tag des In-Kraft-Tretens des Bundes-Verfassungsgesetzes) an. In der Ständestaatsdiktatur 1934–1938 war Wien bundesunmittelbare Stadt, nicht Bundesland. Die NS-Diktatur bildete am 15. Oktober 1938 unter Einbeziehung von 97 niederösterreichischen Gemeinden Groß-Wien. Die 1946 beschlossene Rückgliederung von 80 Gemeinden konnte wegen eines Einspruchs der sowjetischen Besatzungsmacht erst 1954 vorgenommen werden.
| Landeshauptmann                                        | Partei | Amtsantritt                          | Regierungsende     |
| ------------------------------------------------------ | ------ | ------------------------------------ | ------------------ |
| Richard Weiskirchner (nur Bürgermeister)               | CS     | 3. Jänner 1913                       | 21. Mai 1919       |
| Jakob Reumann (bis 9. November 1920 nur Bürgermeister) | SDAPDÖ | 21. Mai 1919                         | 13. November 1923  |
| Karl Seitz                                             | SDAPDÖ | 13. November 1923                    | 12. Februar 1934   |
| Richard Schmitz (nur Bürgermeister)                    | VF     | 13. Februar 1934                     | 11. März 1938      |
| Fritz Lahr (nur Bürgermeister)                         | NSDAP  | 11. März 1938                        | 13. März 1938      |
| Josef Bürckel (Reichsstatthalter)                      | NSDAP  | 1. Mai 1938                          | 7. August 1940     |
| Baldur von Schirach (Reichsstatthalter)                | NSDAP  | 7. August 1940                       | 13. April 1945     |
| Rudolf Prikryl (nur Bürgermeister)                     | —      | 13. April 1945                       | 17. April 1945     |
| Theodor Körner                                         | SPÖ    | 17. April 1945 (LH ab 10. Juni 1945) | 18. Juni 1951      |
| Franz Jonas                                            | SPÖ    | 18. Juni 1951                        | 9. Juni 1965       |
| Bruno Marek                                            | SPÖ    | 10. Juni 1965                        | 17. Dezember 1970  |
| Felix Slavik                                           | SPÖ    | 21. Dezember 1970                    | 5. Juli 1973       |
| Leopold Gratz                                          | SPÖ    | 5. Juli 1973                         | 10. September 1984 |
| Helmut Zilk                                            | SPÖ    | 10. September 1984                   | 7. November 1994   |
| Michael Häupl                                          | SPÖ    | 7. November 1994                     | 24. Mai 2018       |
| Michael Ludwig                                         | SPÖ    | 24. Mai 2018                         | amtierend          |

Vom 1. Mai 1938 bis 13. April 1945 nur Reichsstatthalter angegeben; in dieser Zeit war in NS-Wien das Amt des Bürgermeisters von dem des ihm übergeordneten Reichsstatthalters für den Reichsgau Wien getrennt.